# Bernard Brauchli
Bernard Brauchli, né le 5 mai 1944, était un clavicordiste, pianofortiste, organiste, musicologue suisse et professeur de musique ancienne. Il est décédé le 11 novembre 2023.

## Biographie
Bernard Brauchli se consacre à l’étude et la renaissance des instruments à clavier anciens et à l'interprétation historique.
Il fait ses débuts de carrière à Fribourg en 1972 puis se produit dans de nombreux festivals, et dans des émissions radiophoniques et télévisuelles.
Il donne des cours de musique ancienne au Musée des Beaux-Arts de Boston de 1978 à 1982, ainsi qu'au Conservatoire de musique de la Nouvelle-Angleterre de la même ville de 1983 à 1992. En 1987, il fonde notamment les Corsi di Musica Antica (cours de musique ancienne) à Magnano (Italie). Il est le créateur et président du Festival Musica Antigua à Magnano et de la Société Suisse du Clavicorde.

## Prix et distinctions
Bernard Brauchli est récipiendaire de nombreux prix, dont :
- 1993 : Julius Adams Stratton Prize pour ses réalisations culturelles à Boston
- 2001 : Bessaraboff Prize de l’American Musical Instrument Society pour son ouvrage sur le clavicorde.
- 2004 : premier AWARD de la British Clavichord Society.

## Publications
- Bernard Brauchli, « Le clavicorde : cet instrument méconnu », Revue musicale de Suisse romande, vol. 32, no 1,‎ 1979, p. 2–11 (OCLC 715627253, lire en ligne [PDF]).
- (en) Bernard Brauchli, The Clavichord, Cambridge University Press 1998, 2e éd. 2000 (OCLC 863955156).
- Soler, 6 concertos pour 2 claviers - Notes discographiques du disque enregistré par Kenneth Gilbert et Trevor Pinnock en 1980 pour Archiv (OCLC 36552454).

## Discographie
Bernard Brauchli a enregistré pour les labels discographiques EMI, Stradivarius et Titanic Records.
Clavicorde
- clavicorde Renaissance :  Conrad Paumann, Pierre Attaingnant, William Byrd, Luis Milán, Antonio Gardane et anonymes, etc. ; vol. 2 : Jacob Obrecht, Antonio Valente, John Bull, Antonio de Cabezón, Manuel Rodrigues Coelho et Pablo Bruna - Bernard Brauchli, clavicorde Peter Kukelka, 1975 (Boston 1978, Titanic Records) (OCLC 603855470 et 6467128)
- Seixas, Sonates pour clavier (LP EMI 11C 077-40569)
- Antonio Soler, Sonates pour clavier (1979, LP Titanic Records TI-42) (OCLC 7687854)
- Musique du XVIIIe siècle pour deux instruments à clavier : Johann Ludwig Krebs, Christoph Schaffrath, Johann Christian Bach, etc. - avec Esteban Elizondo, orgue et clavicorde (1990, Titanic Records TI-185) (OCLC 23353592)
- CPE Bach, Œuvres pour clavier : Sonates, Fantaisie et Variations (1990, Titanic Records TI-186) (OCLC 23007443)
- Seixas, Sonates pour clavier (1998, Stradivarius STR 33544) (OCLC 44768258)
- Mozart, The Nannerl's notebook (17-18 mars 1999, Stradivarius STR 33547) (OCLC 464398728)
- Antonio de Cabezón et ses contemporains : Andrea Gabrieli, Hugh Aston, William Byrd, Girolamo Cavazzoni, Luys de Narvaez, etc. (2010, Musica Antica a Magnano) (OCLC 697532493)

Orgue
- Soler, 6 concertos - Bernard Brauchli et Esteban Elizondo, orgue et clavecin (septembre 1984 et janvier 1985, Titanic Records TI-152) (OCLC 1069526319)
- L'orgue de la Cathédrale d'Évora : António Carreira, Jacinto do Sacramento, Manuel Rodrigues Coelho, Roque da Cõceição, José da Madre de Deus, Carlos Seixas et anonymes (1986, Titanic Records) (OCLC 26769803)
- L'orgue Giovanni Bruna, 1794 de Magnano : Conrad Paumann,  Lambert Chaumont, Domenico Cimarosa, Alessandro Scarlatti, Sebastián Aguilera de Heredia et anonyme (1990, Titanic Records TI-196) (OCLC 31857256)